# Odd Frantzen
Odd Frantzen (Bergen, 1913. január 20. – Bergen, 1977. október 2.) norvég labdarúgócsatár. Otthonában lett emberölés áldozata.